# FC Krásný Les
FC Krásný Les je český fotbalový klub z Krásného Lesa, obce ve Frýdlantském výběžku na severu Libereckého kraje České republiky. Klub vznikl roku 1946. V sezoně 2022/2023 hraje Okresní přebor Libereckého kraje. Do sezony 2021/2022 hrálo mužstvo III. třídu “Sever”. Soutěž v ročnících 2011/2012 a 2015/2016 vyhrálo, ani jednou však do vyšší soutěže nepostoupilo a i následující rok hrálo stejnou soutěž. To se ale změnilo v sezoně 2021/2022, kdy mužstvo po vítězství ve III. třídě ”Sever” postoupilo do vyšší soutěže.
Klub se také zapojil do projektu Kopeme za fotbal. Tento projekt dovolil klubu poměřit síly ve třech přátelských utkáních proti prvoligovému týmu FC Slovan Liberec a to v letech 2011, 2013 a 2014. Dále měl třeba možnost poznat trénink pod vedením profesionálních trenérů. Na konci května 2013 tak jeden trénink mužstva vedl Ladislav Minář, tehdejší trenér prvoligového FK Mladá Boleslav.

## Historické názvy
- SK Sparta Krásný Les (1946–1949)
- SK Sokol Sparta Krásný Les (1950–1954)
- Sokol Dynamo Krásný Les (1954–1959)
- SK Sokol Krásný Les (1959–1961)
- TJ Sokol Krásný Les (1975 – 19. prosince 1992)
- Radopex Krásný Les (19. prosince 1992 – 17. června 1993)
- FC Krásný Les (17. června 1993 – dodnes)